# گروشیچ
گروشیچ (به صربی: Grušić) یک منطقهٔ مسکونی در صربستان است که در شاباتس واقع شده‌است. گروشیچ ۸۷۴ نفر جمعیت دارد.